# 시르미아

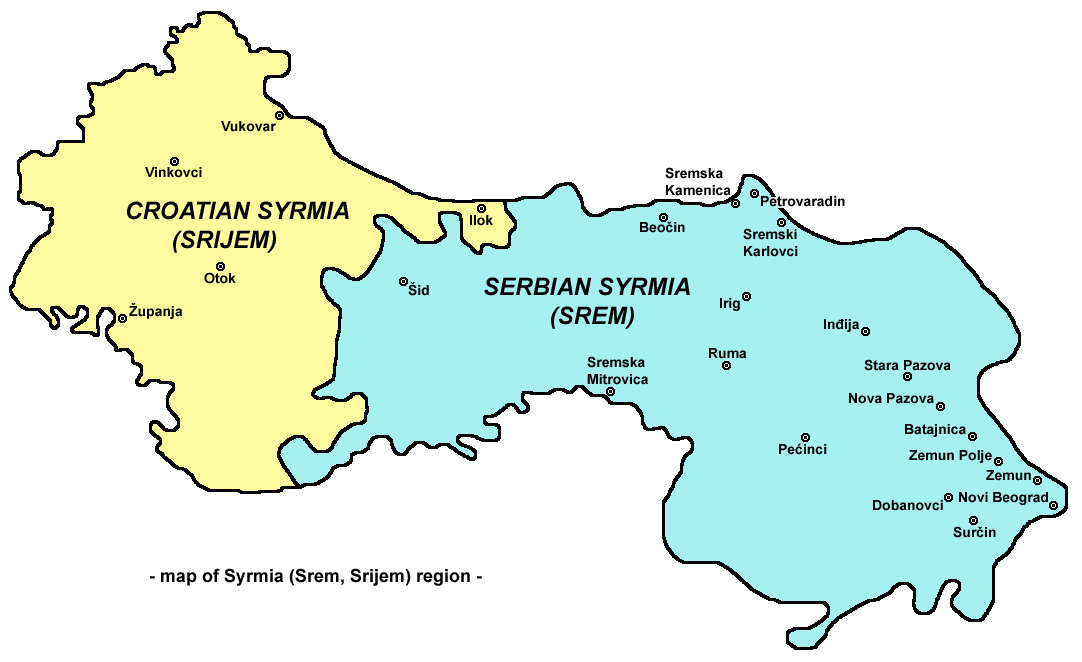
시르미아(스렘, 스리옘) 지도

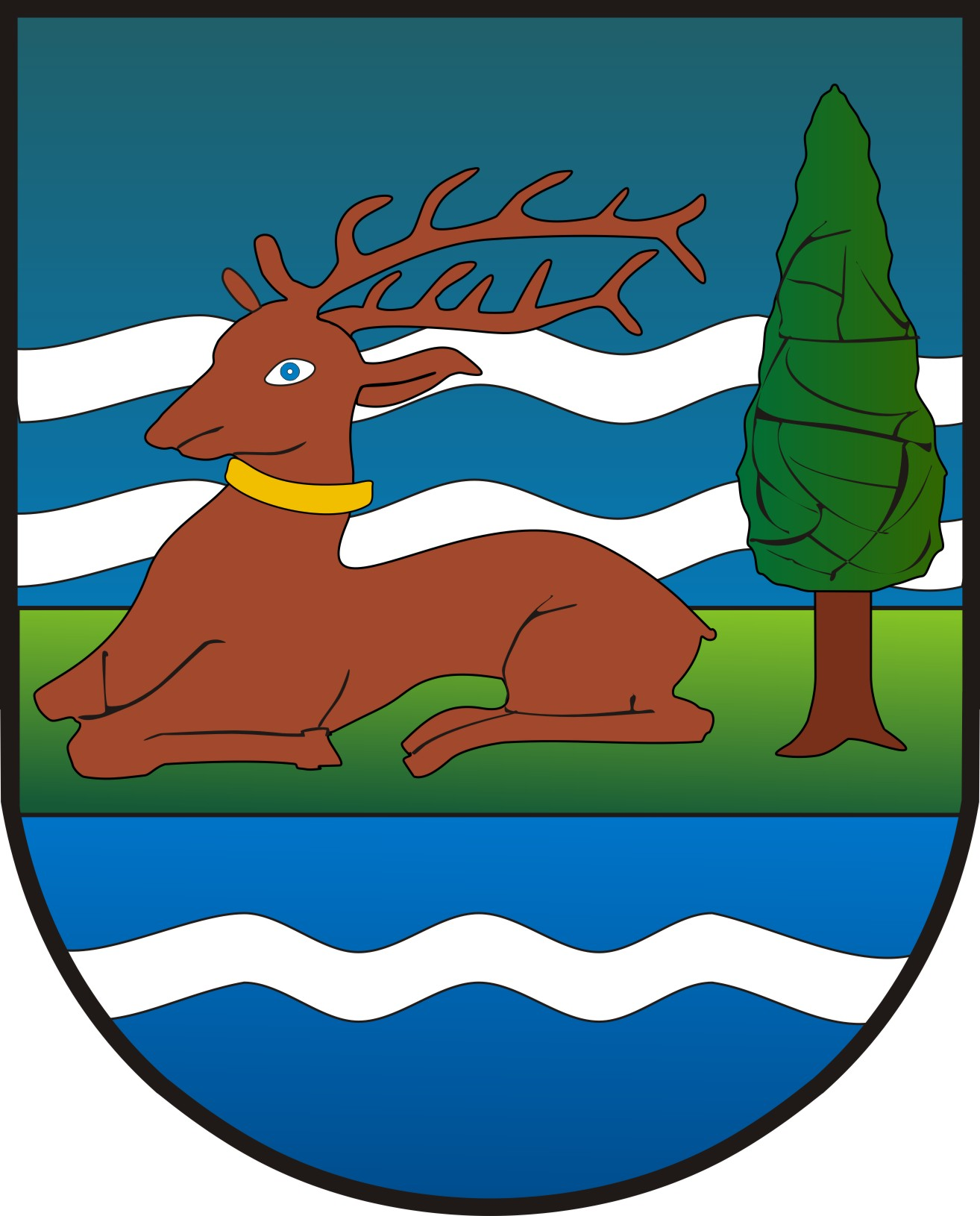
시르미아(스렘, 스리옘)의 문장

시르미아(라틴어: Syrmia, 독일어: Syrmien 쉬르민[*], 헝가리어: Szerémség 세렘세그[*]) 또는 스렘(세르비아어: Срем, Srem), 스리옘(크로아티아어: Srijem)은 유럽 중부 판노니아 평원의 일부분을 차지하고 있는 비옥한 지대로 다뉴브강과 사바강 사이에 위치한다. 동반부 지역은 세르비아, 서반부 지역은 크로아티아의 영토이다.
시르미아의 대부분은 세르비아 보이보디나 자치주의 스렘 구와 남바치카 구에 속하며 일부는 베오그라드시의 노비베오그라드, 수르친, 제문에 속한다. 크로아티아령인 시르미아 서반부 지역은 크로아티아 동부에 위치한 주인 부코바르스리옘주에 속한다.

## 같이 보기
- 시르미움
- 보이보디나
- 슬라보니아